# Aquilonia (geslacht)
Aquilonia is een geslacht van kevers uit de familie glimwormen (Lampyridae). Het geslacht werd voor het eerst wetenschappelijk beschreven in 2009 door Ballantyne.

## Soorten
- Aquilonia costata (Lea, 1921)
  - = Luciola costata Lea, 1921
  - = Atyphella costata (Lea, 1921)
- Aquilonia messoria (Olivier, 1913)
  - = Gilvainsula messoria (Olivier, 1913)
  - = Atyphella messoria Olivier, 1913
  - = Luciola (Luciola) messoria (Olivier, 1913)
- Aquilonia similismessoria (Ballantyne, 2009)
  - = Gilvainsula similismessoria Ballantyne, 2009